# Santo Tomás Huatzindeo
Santo Tomás Huatzindeo är en ort i Mexiko.   Den ligger i kommunen Salvatierra och delstaten Guanajuato, i den centrala delen av landet, 210 km väster om huvudstaden Mexico City. Santo Tomás Huatzindeo ligger 1 790 meter över havet och antalet invånare är 2 044.
Terrängen runt Santo Tomás Huatzindeo är platt norrut, men söderut är den kuperad. Terrängen runt Santo Tomás Huatzindeo sluttar norrut. Runt Santo Tomás Huatzindeo är det ganska tätbefolkat, med 166 invånare per kvadratkilometer. Närmaste större samhälle är Salvatierra, 4,4 km öster om Santo Tomás Huatzindeo. I omgivningarna runt Santo Tomás Huatzindeo växer huvudsakligen savannskog.